# ROG Phone 5
ROG Phone 5はASUSが開発し、2021年5月26日に国内発表、5月28日に発売したAndroid搭載ゲーミング5Gスマートフォンである。

## 概要
ASUSは2021年5月26日にROG Japan 公式YouTubeチャンネルで行われたゲーマー向けスマートフォン新製品の発表会で「ROG Phone 5」を日本市場に投入することを発表し、5月28日（12GB RAM）,6月4日（16GB RAM）の2モデルを発売した。
価格は12GB RAMモデルが税込99,800円、16GB RAMモデルが税込114,800円となっている。
OSは、Android 11をベースにしたROG UI 13が初期搭載される。
画面は6.78インチのアクティブマトリクス式有機ELディスプレイ（AMOLED Display）を採用した。
リフレッシュレートは144Hz。
画面のガラスには、従来のGorilla® Glass 6の耐擦傷性が2倍強化されたCorning®製のGorilla® Glass Victusが採用され、先行機のROG Phone 3より耐久性が大幅に向上した。
背面カメラは6400万画素の広角カメラ、1300万画素の超広角カメラ、500万画素のマクロカメラで構成される3眼カメラが搭載されている。
前面カメラは2400万画素のフロントカメラが搭載され、1080Pまたは720Pで最大30fpsの動画撮影が可能になっている。
本体下部にUSB2.0のUSB Type-Cポート、本体左側面にQuick Charge 5.0やUSB Power Delivery 3.0、DisplayPortによる映像出力に対応したUSB3.1のUSB Type-Cポートを充電・通信ポートに採用するほか、3.5mmイヤホンジャックやNFCを備えている。
バッテリー容量は6,000mAhの大容量バッテリーが搭載されているほか、Quick Charge 5.0およびUSB Power Delivery 3.0による最大65Wの急速充電に対応している。
無線通信は、デュアルSIMデュアルVoLTE（DSDV）に対応し、Wi-Fi 6EとBluetooth 5.2に対応する。
SIMカードのサイズは、nano-SIMで、2スロット備えられている。
【出典】
- ASUS「ROG Phone 5」と「ROG Phone 5 Ultimate」を28日以降に発売、9万9800円～[1]
- コーニング、2mまでの落下に耐えキズに2倍強い「Gorilla Glass Victus」[2]

## デザイン

### カラーバリエーション
カラーはストームホワイト、ファントムブラック2色を展開している。
| カラー | カラーネーム       |
| ------ | ------------------ |
|        | ストームホワイト   |
|        | ファントムブラック |

## 技術仕様

### 本体
- 高さ：173 mm
- 幅：77 mm
- 厚さ：9.9 mm
- 重量：239 g

### RAM/ROM
- RAM：12/16GB
- ROM：UFS3.1 256GB

### バッテリー
- バッテリー容量：6,000mAh
- 【バッテリー駆動時間】約13.8時間（Wi-Fi）/ 約12.5時間（5G）/ 約15.9時間（4G LTE）
- 【連続通話時間】 約1,938分（4G LTE）/ 約2,202分（3G）
- 【連続待受時間】 約440時間（5G/4G VoLTE）/ 約355時間（3G）
- 充電時間：約52分

### 無線通信

#### SIM
- SIMカードサイズ nano-SIM
- デュアルSIMデュアルVoLTE（DSDV）

#### 対応周波数
- 2G（GSM）：850MHz/900MHz/1.8GHz/1.9GHz
- 3G（W-CDMA）：1/2/4/5/6/8/19
- 4G LTE（FDD）：1/2/3/4/5/7/8/12/13/17/18/19/20/25/26/28/29/30/66/71
- 4G LTE（TDD）：34/38/39/40/41/42/48
- 5G NR（Sub-6）：n2/n5/n7/n12/n20/n25/n38/n40/n66/n71/n77/78/n79

4G対応周波数において、日本の通信事業者大手4キャリア（docomo, au, SoftBank, 楽天モバイル）の主要バンド（Band1/3/8/18/19/26）はすべてカバーしている。
5G周波数においては、新たに割り当てられた5G用周波数（3.7GHz帯/4.5GHz帯）の中で、日本の通信事業者大手4キャリア（docomo, au, SoftBank, 楽天モバイル）すべての周波数帯に対応している（au（KDDI）の追加割り当てのn40を含む）。
4Gの5G転用の周波数については、日本の通信事業者大手4キャリア（docomo, au, SoftBank, 楽天モバイル）のn3/n28/n41についてすべて非対応である。

#### Wi-Fi / 近距離無線通信
- Wi-Fi 6E（IEEE802.11a/b/g/n/ac/ax）2.4GHz/5GHz/6GHz
- Bluetooth 5.2
- NFC

#### 衛星測位システム
GNSS（GPS、GLONASS、BeiDou、Galileo、QZSS、NavIC）

### メディア

#### オーディオ
- デュアルフロントスピーカー内蔵
- ハイレゾオーディオ対応
- Dirac HD Sound
- クアッドマイク内蔵
- 3.5mmイヤホンジャック

#### センサー
ジャイロスコープ, 電子コンパス, 近接センサー, 環境光センサー, 画面内指紋認証センサー, 加速度センサー, 超音波センサー

### 同梱物
USB ACアダプターセット（65W USBチャージャー, USB Type-Cケーブル）, SIMイジェクトピン, Aero Case（ファントムブラックのみ）, Transparent case（ストームホワイトのみ）, 左側面ポート用保護キャップ, ユーザーマニュアル, 製品保証書